# Gonâve (zatoka)
Gonâve (fr. Golfe de la Gonâve, hait. Lagonav) – zatoka Morza Karaibskiego u zachodnich wybrzeży Haiti. Współrzędne geograficzne: 19°00′N 73°30′W/19,000000 -73,500000. Nad zatoką Gonâve położona jest stolica Haiti Port-au-Prince oraz kilka ważniejszy miast haitańskich: Gonaïves, Saint-Marc, Miragoâne i Jérémie. 
Na wodach zatoki znajduje się kilka wysp, z których największa jest wyspa Gonâve. Zdecydowanie mniejszą powierzchnię zajmuje archipelag Cayemites.